# ヤタロー
株式会社ヤタローは、静岡県浜松市中央区に本社を置く日本の食品メーカー。

## 主なブランド
スイーツ事業
- 治一郎 -「治一郎」とは商品を開発した当時のバウムクーヘン職人の名前である[1]。
- RUSCO

ベーカリー・デリベーカリー事業
- シャンボール
- シャンボールキッチン

## 歴史
- 1933年（昭和8年）2月 - 中村時商店として創業。浜松市板屋町においてパン・菓子の製造販売開始
- 1948年（昭和23年）8月23日 - 株式会社ヤタロー設立
- 1963年（昭和38年）9月 - 本社工場を浜松市寺島町から浜松市丸塚町へ移設
- 1968年（昭和43年）10月 - 静岡営業所開設
- 1974年（昭和49年）6月 - シャンボール上西工場新築
- 1981年（昭和56年）11月 - 洋菓子製造販売の有限会社奥田商店（現・バロネス）がグループ参加
- 1983年（昭和58年）7月 - マレーシア、クアラルンプールに海外インストアベーカリー1号店オープン
- 1986年（昭和61年）3月 - 惣菜・弁当の株式会社宝福（にんじん亭）がヤタローグループに参加
- 1987年（昭和62年）5月 - 宅配・無店舗販売の株式会社オールウェイズが関東地区に進出
- 1989年（平成元年）2月 - 各種リース・人材派遣業の株式会社ヤタローサービス設立
- 1993年（平成5年）
  - 6月 - あんぱん専門店「あんぱん本舗」オープン
  - 7月 - デリベイク「できたて市場」1号店オープン
- 1998年（平成10年）9月 - 県中部本部設立。YATARO.JAYA.BAKERY.（ブルネイ合併）設立
- 1999年（平成11年）10月 - グランドホテル湖西オープン
- 2001年（平成13年）7月 - 中国亜奇多食品資本参加
- 2004年（平成16年）4月 - バロネス工場を本社工場に統合
- 2008年（平成20年）
  - 7月 - 石窯パン工房シャンボール入野店OPEN
  - 9月 - クーヘンスタジオ治一郎静岡パルコ店OPEN
- 2009年（平成21年）12月 - 治一郎大平台本店OPEN
- 2010年（平成22年）
  - 3月 - シャンボール日進店（日進市）オープン
  - 4月 - 天竜給食センター運営開始
  - 5月 - クーヘンスタジオ治一郎　ラゾーナ川崎プラザ店（川崎市幸区）オープン
  - 6月 - サービス事業　東区上西町に事務所移転
  - 8月 - レストラン事業の「株式会社シーダイナー」設立
  - 10月 - 青果部（浜松市中央卸市場内）設置
- 2011年（平成23年）4月 - 施設運営受託の「株式会社浜松受託サービス」設立
- 2011年（平成23年）4月 - クーヘンスタジオ治一郎吉祥寺パルコ店（武蔵野市）オープン
- 2011年（平成23年）5月 - クーヘンスタジオ治一郎京都マルイ店（京都市下京区）オープン
- 2012年（平成24年）8月 - 「東京事務所」（東京都港区高輪）開設

## テレビ番組
- 日経スペシャル カンブリア宮殿 ビジネスに永遠はない！変幻自在で挑む 大胆サバイバル戦略（2019年7月11日、テレビ東京）[2]